# Camilo Arriaga
Camilo Arriaga (San Luis Potosí, 10 novembre 1862 - 26 juin 1945) est un homme politique mexicain, considéré comme un des précurseurs de la Révolution mexicaine.

## Biographie
Camilo Arriaga est né au sein d'une famille de l'oligarchie de San Luis Potosí. Son père, Benigno Arriaga, était le neveu de Ponciano Arriaga, qui avait été député au Congrès constitutionnel de 1857 et allié de Benito Juárez. Benigno Arriaga avait de son côté soutenu le Plan de Tuxtepec en 1876, proclamé par Porfirio Díaz, contre la réélection de Sebastián Lerdo de Tejada. Lorsque Díaz est parvenu à la Présidence du Mexique, il a récompensé la famille Arriaga avec des charges politiques.
En 1875, Camilo Arriaga est entré à l'École Nationale Préparatoire, alors dirigée par Gabino Barreda, figure fortement influencée par le positivisme. C'est là qu'Arriaga a commencé à lire les textes de Proudhon, Marx, Engels, Bakounine et d'autres socialistes et anarchistes européens.
En 1880, Arriage entre à l'École Nationale des Ingénieurs et commence dès 1884 à travailler dans les mines d'argent, propriété de sa famille. En 1888, alors que son père est déjà Sénateur de la République, Camilo est nommé député de l'État de San Luis Potosí par ordre de Porfirio Díaz. Lorsque son père meurt, en 1890, Camilo est promu député du Congrès National, poste qu'il occupe jusqu'en 1898.
Arriaga a promu les mobilisations étudiantes de 1892 à Mexico, en partie parce que la crise financière provoquée par le gouvernement de Manuel González affectait directement les entreprises de sa famille, basées principalement dans l'extraction d'argent. En 1898, il a dirigé une protestation anticléricale au Congrès et Díaz l'a démis de ses fonctions, avec d'autres députés qui le secondaient. 
Il retourne à San Luis Potosí en 1899, et avec le capital qui lui restait après la crise de 1892-1895, il entreprend le lancement d'un mouvement d'opposition au porfiriat. Il s'associe ainsi avec de jeunes potosinos qui appartenaient à une classe sociale plus pauvre que lui, comme Juan Sarabia, Antonio Díaz Soto y Gama ou Rosalío Bustamante entre autres. Avec ces jeunes il fonde le Club Libéral "Ponciano Arriaga" où sont discutés les textes socialistes et anarchistes de la bibliothèque qu'Arriaga avait acquis à Paris. 
En 1901 le Club Libéral organise le Premier Congrès Libéral qui visait à restructurer le Parti Libéral et à revendiquer la constitution de 1857. Des délégués de différents États de la République y assistent, dont les frères Flores Magón, éditeurs du journal Regeneración.
Du fait de ses activités politiques, Camilo Arriaga doit s'exiler aux États-Unis dès 1903. Du fait de ses différences idéologiques avec Ricardo Flores Magón, il se sépare du groupe qui fonde la Junte organisatrice du Parti libéral mexicain en 1903. Arriaga, qui avait participé à la diffusion des idées radicales, socialistes et anarchistes européens chez les jeunes intellectuels de la classe moyenne et populaire, n'approuvait pas ceux-ci lorsqu'ils ont commencé à proposer de mettre ces idées en pratique. 
De retour au Mexique en 1908, Camilo Arriaga est incarcéré. En mars 1911, il participe au « complot de Tacubaya  » qui cherche à renverser Porfirio Díaz en soutien à Francisco I. Madero. Il est arrêté mais il est rapidement libéré, lors de la signature du traité de Ciudad Juárez en mai de cette année, qui consacre la victoire du mouvement madériste. Il participe à la formation du Parti constitutionnel progressiste, qui nomme Madero à la présidence en octobre 1911. Sous la présidence de Madero, il n'accepte pas de postes publics et se consacre à l'administration de ses biens. Ce qui ne le protège pas des persécutions du gouvernement de Victoriano Huerta à partir de 1913. Et Arriaga doit à nouveau s'exiler, il s'installe à la Nouvelle-Orléans. Il rentre peu après au Mexique, à l'invitation du général Obregón, et, en 1920 il est nommé Chef du Département Forestier, de Chasse et Pêche jusqu'en 1924. Il se retire ensuite de la vie publique pour se consacrer au journalisme. Il a fondé plusieurs journaux, dont El Heraldo de México,.
Camilo Arriaga est mort à Mexico en 1945.

## Notices
- Notices d'autorité :   - VIAF
  - LCCN
  - Pologne
  - WorldCat